# Protector de la República de Bolívar
El Protector de la República de Bolívar o Encargado Supremo del Poder Ejecutivo de la República de Bolívar, fue un título que se le otorgó Simón Bolívar, por la Asamblea del Alto Perú para asumir como Jefe de Estado de la naciente República de Bolívar.

“S.E. el Libertador tendrá el Supremo Poder Ejecutivo de la República por todo el tiempo que resida entre los límites de ella, y donde quiera que exista fuera de estos tendrá los honores de Protector y Presidente de ella”
Artículo 3º, Decreto de la “Asamblea del Alto Perú” del 11 de agosto de 1825

Según el historiador Carlos Mesa, la disposición tiene dos partes, la primera es práctica; mientras Simón Bolívar esté dentro del territorio era la cabeza del Poder Ejecutivo, es decir el presidente de la República, la segunda disposición es honorífica; cuando esté fuera del naciente Estado será considerado su protector y presidente, mientras que Isaac Sandoval y otros historiadores como Herland Vhiestrox Herbas, Bismark Cuéllar, entre otros, afirman que Simón Bolívar fue gobernador y protector de Bolivia, título otorgado por la Asamblea Deliberante el 10 de agosto de 1825.

## Historia
El 29 de diciembre de 1825, Bolívar le delega su autoridad a Antonio José de Sucre, nombrando a Andrés Santa Cruz para que le suceda en los casos de enfermedad, ausencia o muerte.

1º-Todas las facultades y autoridad que me han sido concedidas, respecto de las Provincias del Alto Perú, por el poder legislativo de la República Peruana y las decretadas por la Asamblea General de estas provincias, quedan delegadas, desde hoy, en el Gran Mariscal de Ayacucho, Antonio José de Sucre.
3º-Para los casos de enfermedad ausencia ó muerte del Gran Mariscal de Ayacucho, se nombra al general de división don Andrés Santa Cruz.
Simón Bolivar, Decreto de 29 de diciembre de 1825.

| N.º | Gobernante | Gobernante            | Título                                                | Inicio                  | Fin                     | Motivo                                                              | Suplente              |
| --- | ---------- | --------------------- | ----------------------------------------------------- | ----------------------- | ----------------------- | ------------------------------------------------------------------- | --------------------- |
| -   |            | Antonio José de Sucre | General en Jefe del Ejército Libertador               | 11 de agosto de 1825    | 12 de agosto de 1825    | Interio, a la espera de la llegada de Bolívar para asumir su cargo. |                       |
| 1°  |            | Simón Bolívar         | Protector de la República                             | 12 de agosto de 1825    | 29 de diciembre de 1825 | Designación por la Asamblea Deliberante el 11 de agosto de 1825.    | Antonio José de Sucre |
| 2°  |            | Antonio José de Sucre | Encargado Supremo del Poder Ejecutivo de la República | 29 de diciembre de 1825 | 28 de mayo de 1826      | Designado por Simón Bolívar                                         | Andrés de Santa Cruz  |